# Vereniging van Effectenbezitters
Die Vereniging van Effectenbezitters, kurz VEB, ist eine niederländische Interessenvertretung von Aktienbesitzern. Sie hat ihren Sitz in Den Haag, wurde 1924 gegründet und hat (Stand Mai 2013) 48.500 Mitglieder. Sie ist jährlich auf etwa 150 Aktionärsversammlungen präsent. Stellvertretender Geschäftsführer ist Errol Keyner.